# Adorazione dei Magi (Filippino Lippi)
L'Adorazione dei Magi è un dipinto tempera grassa su tavola (258x243 cm) di Filippino Lippi, firmata e datata 29 marzo 1496 (sul retro, di mano del pittore)  e conservato nella Galleria degli Uffizi a Firenze.

## Storia
Il dipinto fu commissionato dai frati di San Donato in Scopeto per sostituire la mai terminata Adorazione dei Magi di Leonardo da Vinci, che era stata iniziata nel 1481 e lasciata allo stato di abbozzo per la partenza del pittore per Milano.
Quindici anni dopo i canonici della chiesa si rivolsero a Filippino Lippi per un'opera di analogo soggetto e formato, e questa volta il dipinto venne consegnato.
Con la soppressione e la distruzione della chiesa durante l'assedio di Firenze del 1529, l'opera entrò nelle collezioni del cardinale Carlo de' Medici, alla cui morte, nel 1666, pervenne nelle raccolte granducali, nucleo di base degli Uffizi.

## Descrizione e stile
La tavola si rifà abbastanza fedelmente a quella di Botticelli sempre agli Uffizi (1475 circa), da cui riprende lo schema compositivo con la capanna al centro e i personaggi disposti ai lati su due quinte che sfumano prospetticamente. Non tenne conto dell'esempio di Leonardo e del suo vorticoso manifestarsi di stati d'animo, basandosi piuttosto su fonti letterarie precise.

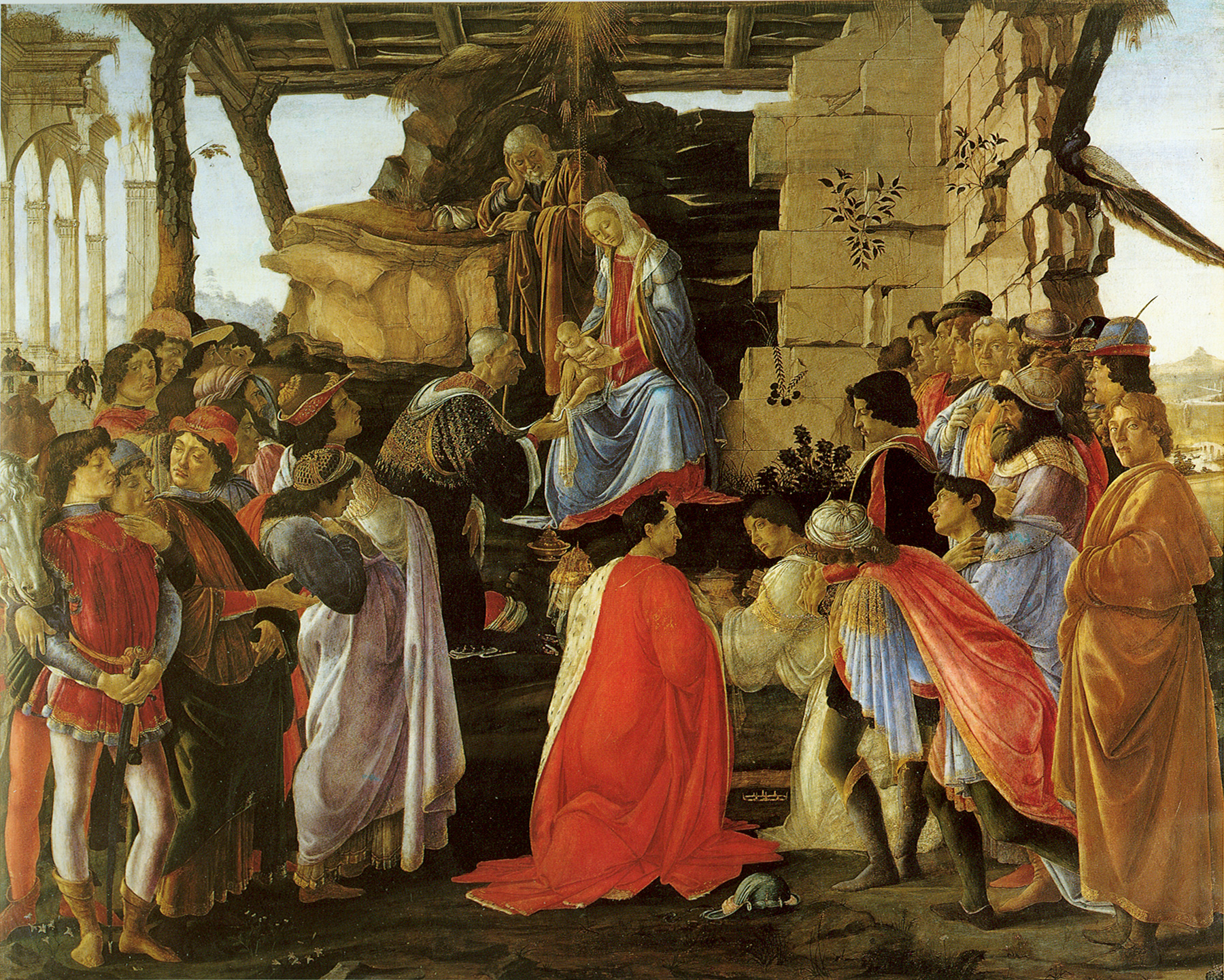
Sandro Botticelli, Adorazione dei Magi (1475 circa)

Ciò fu probabilmente causato dalle esplicite richieste dei frati, desiderosi di qualcosa di più tradizionale, maggiormente legata alla regola agostiniana, in particolare alle omelie di sant'Agostino sull'Epifania. Il santo di Ippona scrisse infatti che il Bambino quel giorno venne offerto all'adorazione dei pagani per esplicitare la sua missione di salvatore per tutti i popoli della terra e infatti Filippino ritrasse ai lati della sacra famiglia gruppi di forestieri che premono per convertirsi, tra i quali i Magi sono i più illustri esponenti.
Come nell'Adorazione di Botticelli Filippino imitò gli intenti celebrativi della casata medicea, in particolare del ramo "Popolano", che proprio in quegli anni, con la cacciata di Piero il Fatuo, si voleva proporre come aspirante a ricoprire il ruolo di guida della città svolto fino ad allora dal ramo "di Cafaggiolo". I vari Magi alludono a personaggi della famiglia in una sorta di successione dinastica: il re anziano è Lorenzo il Vecchio de' Medici, dietro cui sta, in posizione preminente, suo figlio Pierfrancesco, vestito riccamente con un manto giallo bordato d'ermellino e con in mano un astrolabio, allusione alla sapienza astronomica e astrologica dei Magi; seguono i due nipoti e fratelli Lorenzo (vestito di rosso) e Giovanni il Popolano (vestito di verde foderato rosso), rappresentati come gli altri due magi, uno nell'atto di sfilarsi la corona (anche se sembra quasi farsela mettere, simbolicamente) e l'altro nell'atto di offrire un prezioso dono. Il personaggio in primo piano a destra, che sembra presentare la Sacra Famiglia agli osservatori, è Piero del Pugliese, probabile intermediario tra i monaci, Filippino e i Medici.
Come nel modello Botticelliano, ma anche in quello di Leonardo, alla base della composizione sta la piramide tridimensionale che ha come vertice la figura di Maria col Bambino e come lati della base le due figure inginocchiate.
Innegabile è inoltre l'influenza dell'arte fiamminga, ben visibile nell'attenzione al dettaglio e alla resa luminosa, in particolari come la pergola sfilacciata e coperta di paglia della capanna, che a destra è sorretta da un rudere antico con due mozziconi di muro, che alludono alla venuta di Cristo che si fondava sulla tradizione di ebrei e pagani.
Sullo sfondo si vede un luminoso paesaggio di colline dalle forme fantasiose, con speroni rocciosi e con un piccolo lago, sulle cui rive sorge una popolosa città. I numerosi personaggi e cavalieri che vi si trovano sparsi (alcuni anche particolarmente esotici, come il gruppo coi cammelli) puntano tutti verso la stella cometa, sospesa sopra la capanna nel limpido cielo, insistendo ulteriormente sul significato dell'Epifania. Se nel dolce sfumato degli elementi che schiariscono in lontananza nella foschia Filippino ha in mente l'esempio di Leonardo, l'impostazione serena di queste figurine contrasta con le zuffe dello sfondo della prima Adorazione per San Donato in Scopeto.

## Predella
L'opera era anticamente dotata di una predella in cinque scomparti con santi a mezzobusto, oggi divisa tra il North Carolina Museum of Art di Raleigh e alcune collezioni private.